# KSV Sottegem
Maillots
Dernière mise à jour : 11 septembre 2021.
Le Koninklijke Sportvereniging Sottegem est un club de football belge basé à Zottegem. Il évolue en première provinciale lors de la saison 2017-2018. Au cours de son Histoire, le club a disputé 47 saisons dans les séries nationales, dont 2 en Division 2. En 1949, le nom de la commune est flamandisé en « Zottegem » mais le club conserve l'ancienne appellation « Sottegem ».

## Historique
- 1922 : fondation de SPORTVEREENIGING SOTTEGEM le 24/04/1922 et affiliation à l'Union Royale Belge des Sociétés de Football Association (URBSFA) le 27/07/1922[2].
- 1926 : le club reçoit le numéro matricule 225[2].
- 1951 : après obtention du titre de Société Royale le 24/04/1951, changement de dénomination en KONINKLIJKE SPORTVERENIGING SOTTEGEM (225) le 15/05/1951[2].

## Terrible recul
Au total, le K. SV Sottegem a passé 22 saisons dans les séries nationales, dont 16 consécutivement de 1994 à 2011. Durant cette période, le club évolue même durant 7 (4 + 3) saisons en « D3 » . Mais ensuite, englués dans les soucis financiers, il connaît une véritable descente aux enfers, passant de la Division 3 à la P3 (du 3e au 7e niveau) en l'espace de 4 ans ! Relégué sportif trois fois consécutivement, le « matricule 225 » subit aussi une sanction de la part de l'URBSFA, pour « une cession de patrimoine jugée punissable » et est rétrogradé de « P2 » en « P3 » en vue de la saison 2013-2014.

## Projet de fusion annulé
À la fin de l'automne 2020, alors que les compétitions sont mises une deuxième fois à l'arrêt par la Pandémie de Covid-19, le K. SV Sottegem envisage une fusion avec un autre cercle de son entité communale, l'Eendracht Club Oudenhove (matricule 5770). La « naissance » de l'ECO Sottegem SV est même annoncée. Mais on apprend peu après que finalement le projet n'aboutit pas. Le Président du club, Dider De Baere explique que chaque club poursuit son chemin individuellement. En l'état, à cette époque, la fusion n'est pas une nécessité, mais une occasion qui se présente. Le patron des « Jaunes et Bleus » considère que les ambitions de son club se trouve entre la 2e Provinciale (niveau 7) et la Division 2 VV (niveau 4), mais pas plus haut.

## Stade
Le club dispute ses rencontres à domicile au stade communal Jules Matthijs.

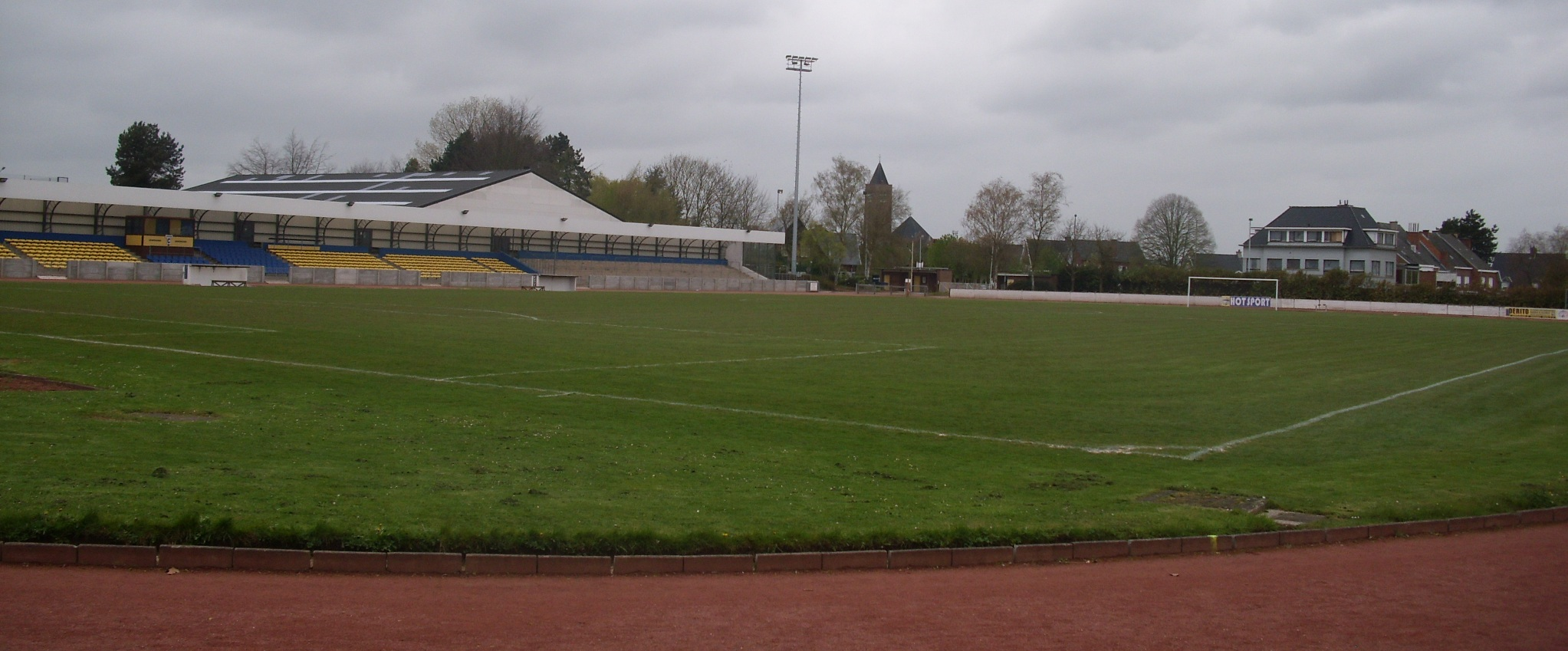
Le stade communal Jules Matthijs

## Résultats dans les divisions nationales
Statistiques mises à jour le 24 juin 2013

### Palmarès
- 1 fois champion de Belgique de Division 3 en 1969.
- 3 fois champion de Belgique de Promotion en 1961, 1997 et 2007.

### Bilan
| Niv | Divisions     | Jouées | Titres | TM Up | TM Down |
| --- | ------------- | ------ | ------ | ----- | ------- |
| I   | 1re nationale | 0      | 0      |       |         |
| II  | 2e nationale  | 2      | 0      |       |         |
| III | 3e nationale  | 23     | 1      |       |         |
| IV  | 4e nationale  | 22     | 3      | 1     |         |
| V   | 5e nationale  | 0      | 0      |       |         |
|     |               |        |        |       |         |
|     | TOTAUX        | 47     | 4      | 1     | 0       |

- TM Up : test-match pour départager des égalités, ou toutes formes de Barrages ou de Tour final pour une montée éventuelle.
- TM Down : test-match pour départager des égalités, ou toutes formes de Barrages ou de Tour final pour le maintien.

### Classements
| Ordre               | Saison  | Nom du club    | Niveau             | Classement final | Remarques          |
| ------------------- | ------- | -------------- | ------------------ | ---------------- | ------------------ |
| 1                   | 1957-58 | K. SV Sottegem | Promotion série A  | 4e/16            |                    |
| 2                   | 1958-59 | K. SV Sottegem | Promotion série A  | 2e/16            |                    |
| 3                   | 1959-60 | K. SV Sottegem | Promotion série A  | 2e/16            |                    |
| 4                   | 1960-61 | K. SV Sottegem | Promotion série D  | 1er/16           | Champion et promu! |
| 5                   | 1961-62 | K. SV Sottegem | Division 3 série A | 13e/16           |                    |
| 6                   | 1962-63 | K. SV Sottegem | Division 3 série A | 11e/16           |                    |
| 7                   | 1963-64 | K. SV Sottegem | Division 3 série B | 14e/16           |                    |
| 8                   | 1964-65 | K. SV Sottegem | Division 3 série A | 9e/16            |                    |
| 9                   | 1965-66 | K. SV Sottegem | Division 3 série B | 6e/16            |                    |
| 10                  | 1966-67 | K. SV Sottegem | Division 3 série A | 2e/16            |                    |
| 11                  | 1967-68 | K. SV Sottegem | Division 3 série B | 4e/16            |                    |
| 12                  | 1968-69 | K. SV Sottegem | Division 3 série B | 1er/16           | Champion et promu! |
| 13                  | 1969-70 | K. SV Sottegem | Division 2         | 11e/16           |                    |
| 14                  | 1970-71 | K. SV Sottegem | Division 2         | 16e/16           | Relégué!           |
| 15                  | 1971-72 | K. SV Sottegem | Division 3 série A | 9e/16            |                    |
| 16                  | 1972-73 | K. SV Sottegem | Division 3 série B | 10e/16           |                    |
| 17                  | 1973-74 | K. SV Sottegem | Division 3 série B | 5e/16            |                    |
| 18                  | 1974-75 | K. SV Sottegem | Division 3 série A | 9e/16            |                    |
| 19                  | 1975-76 | K. SV Sottegem | Division 3 série A | 5e/16            |                    |
| 20                  | 1976-77 | K. SV Sottegem | Division 3 série A | 14e/16           |                    |
| 21                  | 1977-78 | K. SV Sottegem | Division 3 série B | 9e/16            |                    |
| 22                  | 1978-79 | K. SV Sottegem | Division 3 série A | 16e/16           | Relégué!           |
| 23                  | 1979-80 | K. SV Sottegem | Promotion série A  | 14e/16           | Relégué!           |
| séries provinciales |         |                |                    |                  |                    |
| 24                  | 1981-82 | K. SV Sottegem | Promotion série A  | 2e/16            |                    |
| 25                  | 1982-83 | K. SV Sottegem | Promotion série A  | 12e/16           |                    |
| 26                  | 1983-84 | K. SV Sottegem | Promotion série A  | 12e/16           |                    |
| 27                  | 1984-85 | K. SV Sottegem | Promotion série A  | 12e/16           |                    |
| 28                  | 1985-86 | K. SV Sottegem | Promotion série A  | 8e/16            |                    |
| 29                  | 1986-87 | K. SV Sottegem | Promotion série A  | 9e/16            |                    |
| 30                  | 1987-88 | K. SV Sottegem | Promotion série A  | 14e/16           | Relégué!           |
| séries provinciales |         |                |                    |                  |                    |
| 31                  | 1994-95 | K. SV Sottegem | Promotion série A  | 7e/16            |                    |
| 32                  | 1995-96 | K. SV Sottegem | Promotion série A  | 5e/16            |                    |
| 33                  | 1996-97 | K. SV Sottegem | Promotion série A  | 1er/16           | Champion et promu! |
| 34                  | 1997-98 | K. SV Sottegem | Division 3 série A | 11e/16           |                    |
| 35                  | 1998-99 | K. SV Sottegem | Division 3 série A | 10e/16           |                    |
| 36                  | 1999-00 | K. SV Sottegem | Division 3 série A | 9e/16            |                    |
| 37                  | 2000-01 | K. SV Sottegem | Division 3 série A | 15e/16           | Relégué!           |
| 38                  | 2001-02 | K. SV Sottegem | Promotion série A  | 9e/16            |                    |
| 39                  | 2002-03 | K. SV Sottegem | Promotion série A  | 5e/16            |                    |
| 40                  | 2003-04 | K. SV Sottegem | Promotion série A  | 9e/16            |                    |
| 41                  | 2004-05 | K. SV Sottegem | Promotion série A  | 2e/16            | Tour final!        |
| 42                  | 2005-06 | K. SV Sottegem | Promotion série A  | 10e/16           |                    |
| 43                  | 2006-07 | K. SV Sottegem | Promotion série A  | 1er/16           | Champion et promu! |
| 44                  | 2007-08 | K. SV Sottegem | Division 3 série A | 6e/16            |                    |
| 45                  | 2008-09 | K. SV Sottegem | Division 3 série A | 5e/16            |                    |
| 46                  | 2009-10 | K. SV Sottegem | Division 3 série A | 16e/16           | Relégué!           |
| 47                  | 2010-11 | K. SV Sottegem | Promotion série A  | 15e/16           | Relégué!           |
| séries provinciales |         |                |                    |                  |                    |

### Sources et liens externes
- (nl) « Fiche de l'équipe », sur Belgian Soccer Database
- (nl) Site officiel du club